# Zybułtowo
Zybułtowo (deutsch Seewalde) ist ein Dorf im Südwesten der polnischen Woiwodschaft Ermland-Masuren. Es gehört zur Landgemeinde Grunwald (Grünfelde) mit Sitz in Gierzwałd (Geierswalde) im Powiat Ostródzki (Kreis Osterode in Ostpreußen).

## Geographische Lage und Verkehrsanbindung
Zybułtowo liegt am Flüsschen Marózka südöstlich der Kreisstadt Ostróda (Osterode) an der Woiwodschaftsstraße 537, die von Lubawa (Löbau) über Frygnowo (Frögenau) und Stębark (Tannenberg) nach Pawłowo (Paulsgut) südlich von Olsztynek (Hohenstein) führt. Eine Bahnanbindung besteht nicht mehr. Bis 1945 war das Nachbardorf Mielno (Mühlen) die nächste Bahnstation an der Bahnstrecke von Ostróda (Osterode) nach Olsztynek (Hohenstein), die stillgelegt ist. Zybułtowo liegt nur wenige Kilometer nordöstlich der Kriegsschauplätze der Schlacht bei Tannenberg (1410) (polnisch: Bitwa pod Grunwaldem) sowie der Schlacht bei Tannenberg (1914) (Bitwa pod Tannenbergiem).

## Geschichte
In der Ordenszeit im Jahre 1336 erhielt der bis 1945 Seewalde genannte Ort die Handfeste. Das Gut Seewalde erwarb 1830 der kgl. preuß. Leutnant a. D. August Wernitz (1791–1866). Er stammte aus Wahlsdorf in der Nähe von Dahme/Mark und war mit Friedrike Loeper (1789–1861) aus Rudau verheiratet. Am 7. Mai 1874 wurde Seewalde mit seinem großen Gut Sitz und namensgebender Ort eines neu errichteten Amtsbezirks, der bis 1945 bestand und zum Landkreis Osterode in Ostpreußen im Regierungsbezirk Königsberg (ab 1905 Regierungsbezirk Allenstein) der preußischen Provinz Ostpreußen gehörte.
Im Gutsbezirk Seewalde mit seinen Ortsteilen Weißberg (polnisch Góry Lubiańskie) und Lindenberg b. Hohenstein (Lipowa Góra) wurden im Jahre 1910 insgesamt 358 Einwohner gezählt. Ihre Zahl stieg bis 1933 auf 406 und belief sich 1939 noch auf 375.
Aufgrund der Bestimmungen des Versailler Vertrags stimmte die Bevölkerung im Abstimmungsgebiet Allenstein, zu dem Seewalde gehörte, am 11. Juli 1920 über die weitere staatliche Zugehörigkeit zu Ostpreußen (und damit zu Deutschland) oder den Anschluss an Polen ab. In Seewalde stimmten 220 Einwohner für den Verbleib bei Ostpreußen, auf Polen entfielen keine Stimmen. Anfang der 1930er Jahre gehörte das Rittergut Seewalde mit dem Vorwerk Weißberg dem kgl. preuß. Rittmeister Anton von Wernitz, verheiratet mit Erna von Holtz, Tochter des Landrates und Landschaftsdirektors Wilhelm von Holtz auf Alt Marrin und der Marie Fürbach. Anton von Wernitz war der Cousin des Generalleutnants und ostpreußischen Gutsbesitzers Theodor von Wernitz. Gutsverwalter in Seewalde wurde der damalige Oberleutnant Karl Anton von Wernitz-Keibel, der Neffe und bürgerliche Adoptivsohn des Anton von Wernitz; seine Mutter war Gertrud von Holtz, sein Vater Oberst Ernst Keibel. Das Rittergut Seewalde mit dem Vorwerk Weißberg umfasste in der Gesamtgröße 720 ha.
In Folge des Zweiten Weltkrieges kam Seewalde mit dem südlichen Ostpreußen zu Polen und erhielt die polnische Bezeichnung „Zybułty“. Es ist heute ein Ortsteil der Landgemeinde Grundwald im Powiat Ostródzki in der Woiwodschaft Ermland-Masuren (1975 bis 1998 Woiwodschaft Olsztyn).

### Amtsbezirk Seewalde (1874–1945)
Zum Amtsbezirk Sewalde gehörten anfangs neun Landgemeinden (LG) bzw. Gutsbezirke (GB):
| Deutscher Name   | Polnischer Name | Bemerkungen                                   |
| ---------------- | --------------- | --------------------------------------------- |
| Faulen (GB)      | Ulnowo          | 1928 in die Landgemeinde Faulen eingegliedert |
| Faulen (LG)      | Ulnowo          |                                               |
| Groß Lauben (GB) | Lubian          | 1908 in den Amtsbezirk Seythen umgegliedert   |
| Groß Lauben (LG) | Lubian          |                                               |
| Mühlen (GB)      | Mielno          | 1928 in die Landgemeinde Mühlen eingegliedert |
| Mühlen (LG)      | Mielno          |                                               |
| Seewalde (GB)    | Zybułtowo       |                                               |
| Thymau (GB)      | Tymawa          | 1908 in den Amtsbezirk Seythen umgegliedert   |
| Thymau (LG)      | Tymawa          | 1908 in den Amtsbezirk Seythen umgegliedert   |

Noch vor 1931 wurde die Landgemeinde Neudorf (polnisch: Nowa Wieś Ostródzka) in den Amtsbezirk Seewalde eingegliedert. Aufgrund der Umstrukturierungen gehörten am 1. Januar 1945 noch fünf Gemeinden zum Amtsbezirk: Faulen, Groß Lauben, Mühlen, Neudorf und Seewalde.

## Kirche
Vor 1945 war die Bevölkerung Seewaldes fast ausnahmslos evangelischer Konfession. Das Gutsdorf war in das Kirchspiel Mühlen des Verbandes Mühlen-Tannenberg (polnisch: Mielno-Stębark) mit dem Amtssitz in Mühlen eingepfarrt. Es gehörte zum Superintendenturbezirk Hohenstein (Olsztynek) im Kirchenkreis Osterode (Ostróda) innerhalb der Kirchenprovinz Ostpreußen der Kirche der Altpreußischen Union. Die römisch-katholischen Einwohner waren in die Kirche Thurau (polnisch Turowo) eingepfarrt.
Heute ist die Einwohnerschaft Zybułtowos weitestgehend katholisch. Der Bezug des Ortes zur nun Johannes dem Täufer gewidmeten Kirche im jetzigen Mielno (Mühlen) ist geblieben, diese jedoch ist heute der Pfarrkirche in Stębark (Tannenberg) zugeordnet und Teil des Dekanats Grunwald (Grünfelde) im Erzbistum Ermland der Katholischen Kirche in Polen. Hier lebende evangelische Kirchenglieder gehören nun zur Kirche in Olsztynek (Hohenstein), einer Filialgemeinde von Olsztyn (Allenstein) in der Diözese Masuren der Evangelisch-Augsburgischen Kirche in Polen.